# Наукова і науково-технічна експертиза
Науко́ва і науко́во-техні́чна експерти́за — діяльність, метою якої є дослідження, перевірка, аналіз та оцінка науково-технічного рівня об'єктів експертизи і підготовка обґрунтованих висновків для прийняття рішень щодо таких об'єктів.
Основними завданнями наукової і науково-технічної експертизи є:
- 1. об'єктивне, комплексне дослідження об'єктів експертизи;
- 2. перевірка відповідності об'єктів експертизи вимогам і нормам чинного законодавства;
- 3. оцінка відповідності об'єктів експертизи сучасному рівню наукових і технічних знань, тенденціям науково-технічного прогресу, принципам державної науково-технічної політики, вимогам екологічної безпеки, економічної доцільності;
- 4. аналіз рівня використання науково-технічного потенціалу, оцінка результативності науково-дослідних робіт і дослідно-конструкторських розробок;
- 5. прогнозування науково-технічних, соціально-економічних і екологічних наслідків реалізації чи діяльності об'єкта експертизи;
- 6. підготовка науково обґрунтованих експертних висновків.

Підставами для проведення наукової та науково-технічної експертизи є:
- 1. рішення органів виконавчої влади та органів місцевого самоврядування, прийняті в межах їх повноважень
- 2. договори на проведення наукової та науково-технічної експертизи, укладені підприємствами, установами та організаціями, фізичними особами.

## Форми і види наукової і науково-технічної експертизи
За чинним українським законодавством наукова і науково-технічна експертиза проводяться у формі державної, громадської та іншої експертизи.
Державну наукову і науково-технічну експертизу проводять:
- органи виконавчої влади у сфері наукової і науково-технічної діяльності;
- підприємства, установи та організації, тимчасові експертні колективи, компетентні у відповідній галузі наукової і науково-технічної діяльності, за дорученням державних органів.

Проведення державної наукової і науково-технічної експертизи є обов'язковим щодо державних цільових і міждержавних науково-технічних програм.
Громадська наукова і науково-технічна експертиза може проводитися у будь-якій сфері наукової і науково-технічної діяльності, що потребує врахування громадської думки, з ініціативи громадськості, об'єднань громадян, трудових колективів на основі договорів на проведення громадської наукової і науково-технічної експертизи.
Наукову і науково-технічну експертизу можуть проводити наукові і науково-технічні установи, підприємства та організації різних форм власності і підпорядкування, а також спеціально створені експертні організації, статутна діяльність яких передбачає проведення наукових і науково-технічних експертиз, з ініціативи фізичних та юридичних осіб, заінтересованих в отриманні експертних висновків.

## Види наукової і науково-технічної експертизи
Об'єкти наукової і науково-технічної експертизи можуть передаватися на попередню, первинну, повторну, додаткову, контрольну наукову і науково-технічну експертизи.
Попередня наукова і науково-технічна експертиза проводиться з метою з'ясування відповідності формальних ознак об'єкта експертизи встановленим нормам і правилам технічної та екологічної безпеки, вимогам стандартів тощо. Попередню наукову і науково-технічну експертизу проводять, як правило, установи та організації — замовники експертизи силами своїх спеціалізованих підрозділів або шляхом залучення незалежних експертів.
Первинна наукова і науково-технічна експертиза передбачає здійснення всіх необхідних заходів у процесі підготовки обґрунтованого висновку щодо об'єктів експертизи, які передаються заінтересованими фізичними та юридичними особами — замовниками експертизи на аналіз та оцінку науковим та науково-технічним експертним організаціям, установам, експертам або колективам експертів.
Повторна наукова і науково-технічна експертиза може проводитися:
- у разі порушення встановлених вимог і правил під час проведення первинної експертизи;
- на вимогу замовника експертизи чи автора розробки за наявності обґрунтованих претензій до висновку первинної експертизи.

Додаткова наукова і науково-технічна експертиза проводиться стосовно об'єктів, щодо яких відкрилися нові наукові і науково-технічні обставини.
Контрольна наукова і науково-технічна експертиза здійснюється з ініціативи замовника для перевірки висновків первинної експертизи або з ініціативи фізичних чи юридичних осіб, заінтересованих у спростуванні окремих положень, частин або в цілому висновків раніше проведених експертиз.
Правовий експертний висновок — це підготовка письмової відповіді на спірне, складне питання застосування у галузі права.
Експертне дослідження проводиться на основі комплексного і системного вивчення законодавства, наукової літератури, вивчення судових справ та узагальнень судової практики.